# Дамата с кученцето
„Дамата с кученцето“ е един от най-популярните разкази на руския класик Антон Павлович Чехов.
 Внимание:  Текстът по-долу разкрива сюжета на произведението (или части от него)!
На една крайбрежна улица се появява жена, непозната на местните, винаги с кученце до нея – бял шпиц. Един от мъжете там – Дмитрий Дмитрич Гуров е запленен от нея. Той не обича жена си, изневерява и това е нова възможност да задоволи мъжкия си нагон. Запознава се с дамата, която се казва Ана Сергеевна. Започва да я ухажва, кани я на разходки, тя изглежда неопитна, въпреки че е омъжена и сякаш за първи път е сама без съпруга си. Въпреки всичко, Ана и Дмитрий стават интимни, след което дамата започва да се упреква и обвинява в неморалност. Идва денят, в който тя трябва да се прибере обратно при съпруга си и отминава с влака. Дмитрий смята, че лесно ще я забрави, както предните си завоевания, но не става така и в мислите му се появява само Ана. След известно време решава да тръгне да я търси в Петербург; знае, че е семейна, но това не го спира. Намира я в един театър и я заговяря – тя е много уплашена при срещата им, но признава, че също е влюбена и мисли само за него. Така те подновяват връзката си, но продължават да живеят отделно, в различни градове и лъжат хората, за които са се венчали. Любовта им обаче се разпалва все повече и те започват да търсят начин, по който да бъдат заедно, без да се налага да лъжат и да се крият ...